# Agonopterix mendesi
Agonopterix mendesi é uma espécie de insetos lepidópteros, mais especificamente de traças, pertencente à família Elachistidae.
A autoridade científica da espécie é Corley, tendo sido descrita no ano de 2002.
Trata-se de uma espécie presente no território português.